# 베티 제인즈
베티 제인즈(Betty Jaynes, 1921년 2월 12일 ~ 2018년 11월 22일)는 미국의 배우, 영화배우이다.

## 영화
- 수영하는 미녀 (1944년)
- 미트 더 피플 (1944년)
- 싸우잰드 치어 (1943년)
- 호놀룰루 (1939년)
- 베이비 인 암스 (1939년)
- 스윗하츠 (1938년)